# 小热昏
小热昏，曾名“小锣书”，是一种流行于江浙、上海等地的说唱艺术，始创者为清末民初的杭州艺人杜宝林。小热昏以小锣、三巧板伴奏，主题为讥讽时事。由于说唱者兼卖梨膏糖，因而又俗称“卖梨膏糖”。其名称来源自清末苏州梨膏糖叫卖者赵阿福，因其说唱内容多针砭时弊，为免麻烦，赵阿福戏称自己“热昏”了，意思是头热发昏满口胡言，不必当真，遂沿用至今。
小热昏是上海独角戏的起源之一。2006年，杭州小热昏被列入国家级非物质文化遗产。